# 35e cérémonie des Victoires de la musique
La 35e cérémonie des Victoires de la musique se déroule le 14 février 2020 à la Seine musicale de Boulogne-Billancourt et est présentée par douze animateurs du groupe France Télévisions.

## Tournage

### Lieu
La cérémonie est tournée à Boulogne-Billancourt, à la Seine musicale.

### Production et organisation
La cérémonie est produite par l'association « Les Victoires de la Musique » et Carson Prod, et réalisée par Tristan Carné.

#### Présentation
La cérémonie est présentée par différents animateurs du groupe France Télévisions : Bruno Guillon, Cyril Féraud, Daphné Bürki, Églantine Éméyé, Faustine Bollaert, Julian Bugier, Laurent Ruquier, Leïla Kaddour-Boudadi, Marie-Sophie Lacarrau, Sébastien Folin, Sophie Davant, Tiga. Avec la participation de Michel Drucker et Stéphane Bern,. C'est la première fois que la cérémonie est présentée par autant de présentateurs (le précédent record était du onze animateurs lors de la 25e édition).

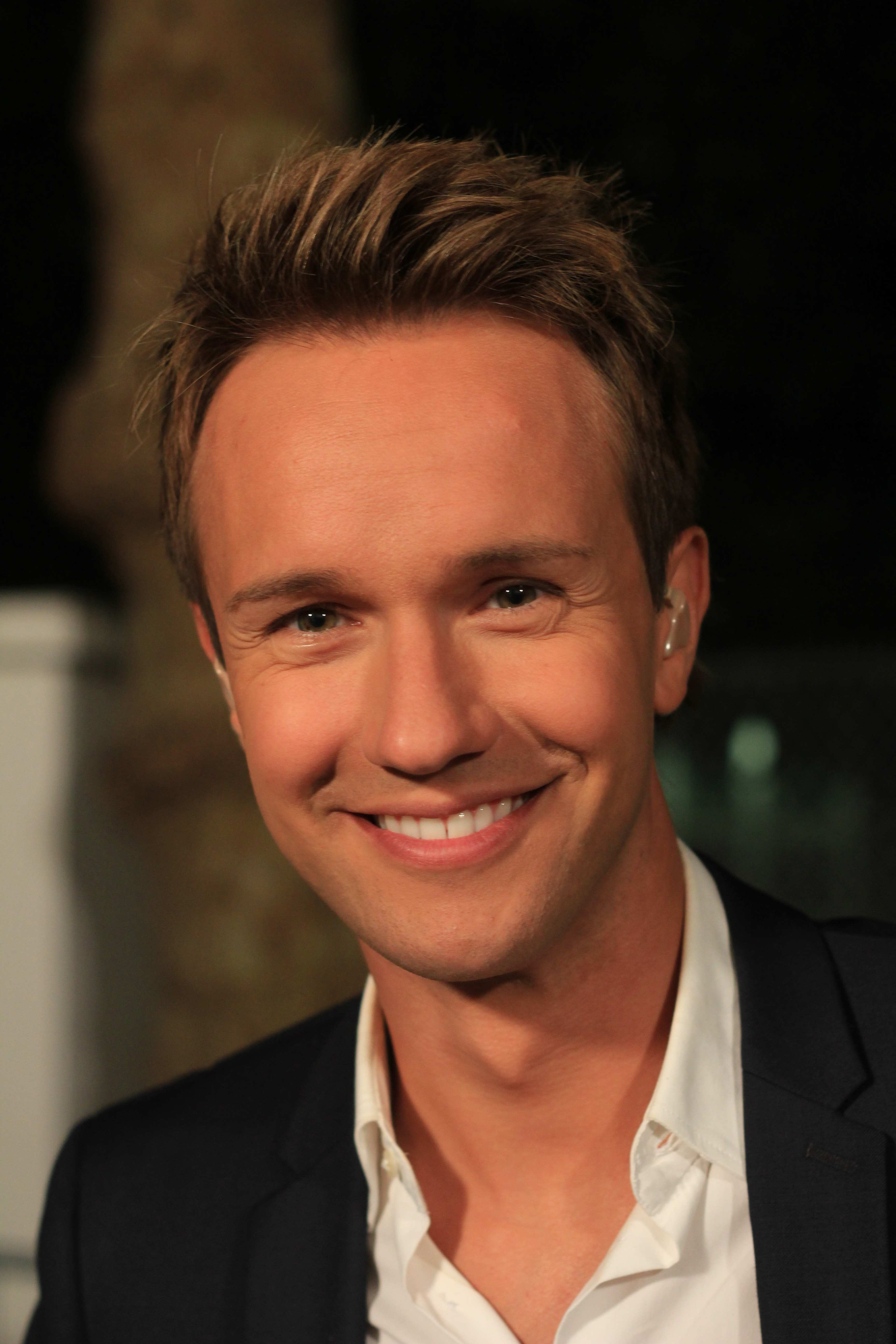
Cyril Féraud
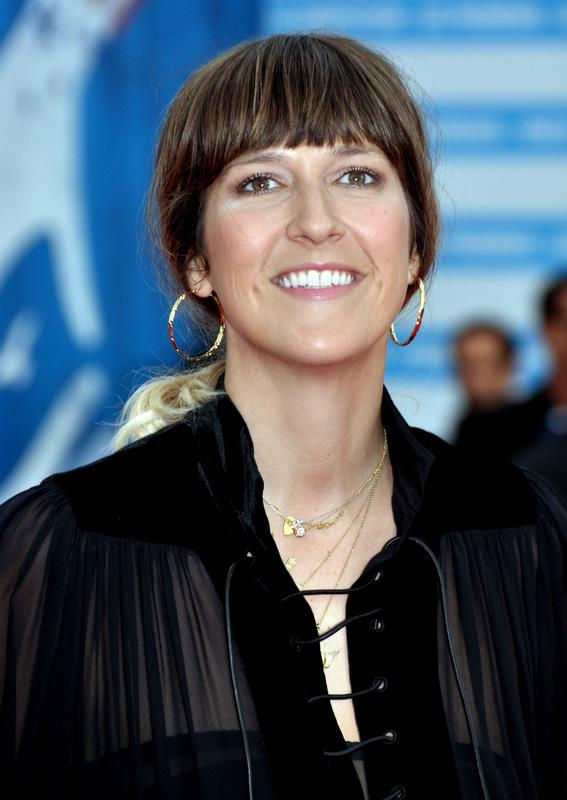
Daphné Bürki
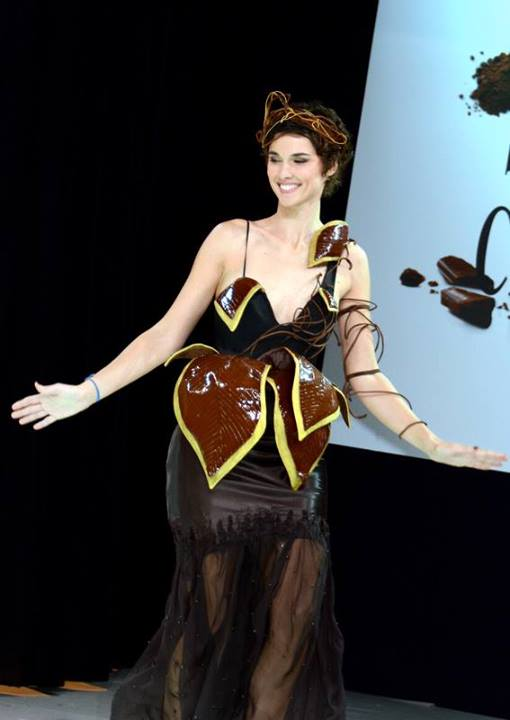
Églantine Éméyé
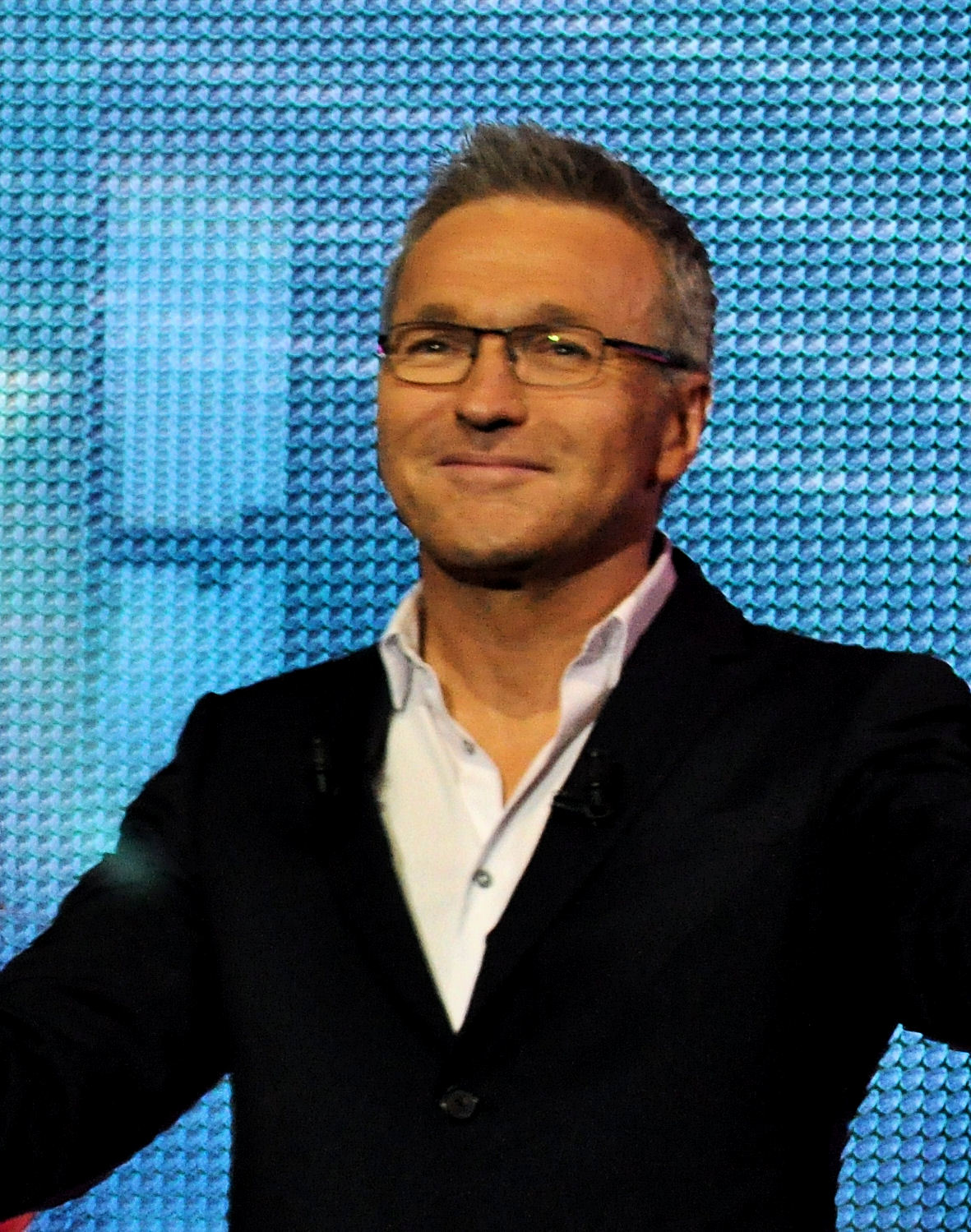
Laurent Ruquier
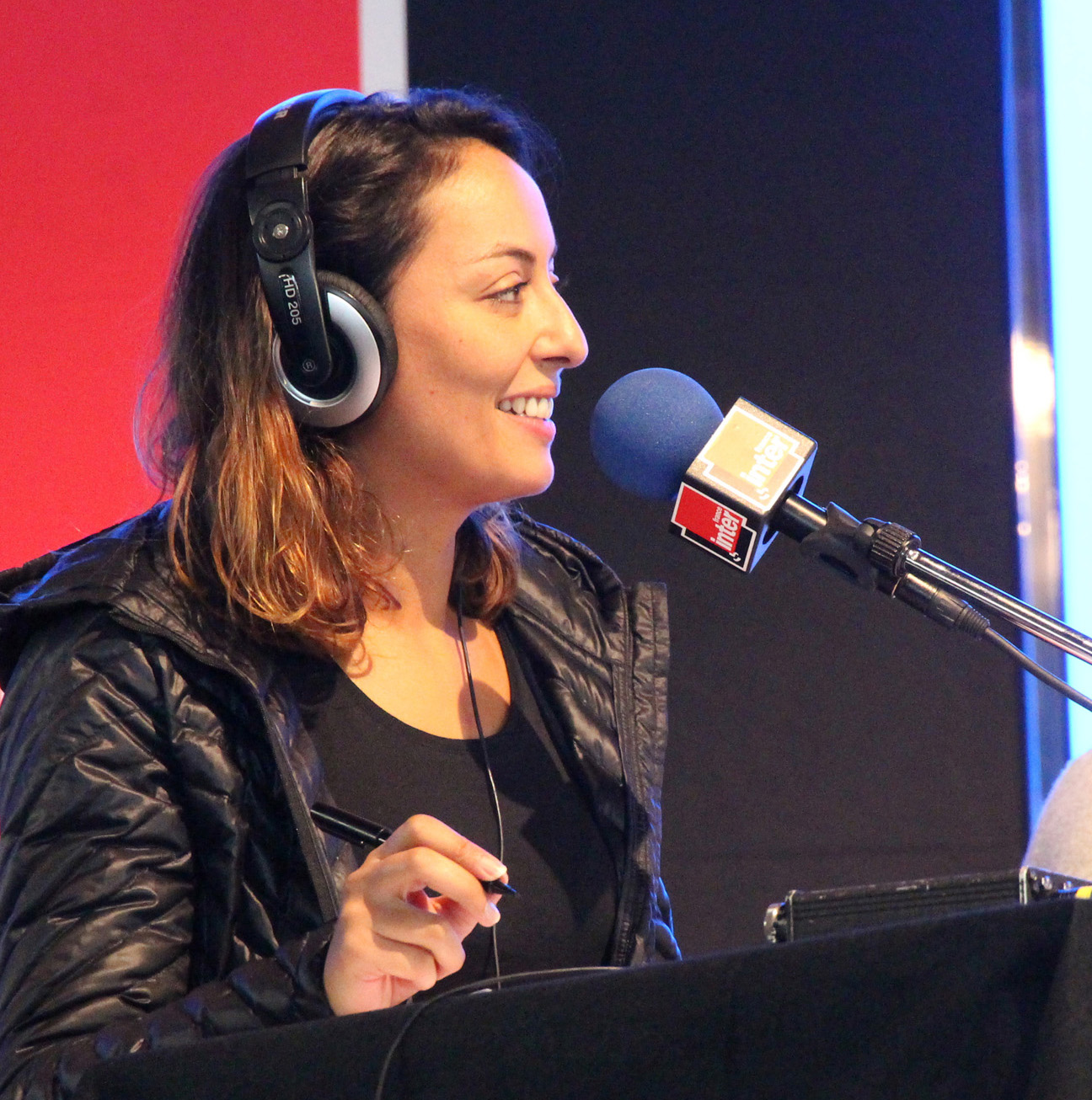
Leila Kaddour-Boudadi
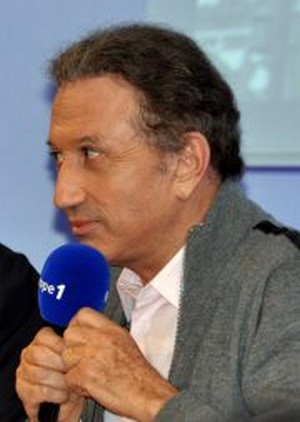
Michel Drucker
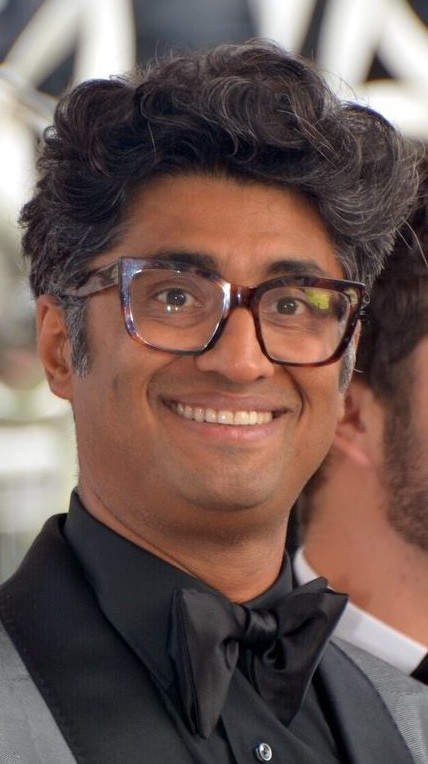
Sébastien Folin
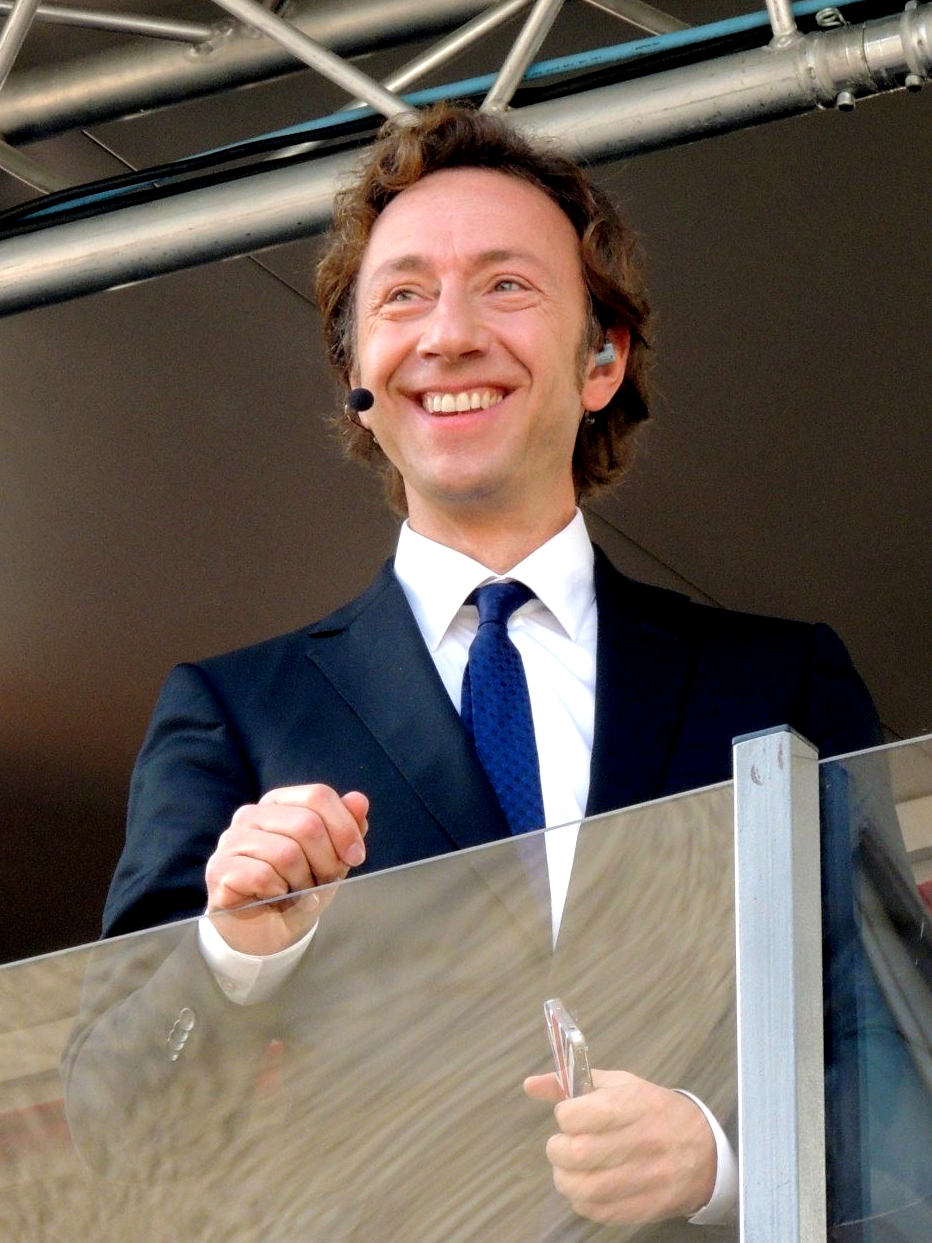
Stéphane Bern

#### Président d'honneur
Cette année, Florent Pagny a accepté d'être président d'honneur de la cérémonie, alors même qu'il a longtemps refusé d'y participer,.

## Nouveautés
Les nommés ont été annoncés le 14 février 2020. Il est révélé que le nombre de catégories se réduit. Il passe de 13 à 8 et le nombre maximum de nommés par catégorie augmente à 5 artistes. Les catégories spécifiques, telles que l'album rock, électro, world, musiques urbaines et rap disparaissent et ne forment plus qu'une seule et même catégorie,,,.
Le deuxième tour de vote voit son collège de votants augmenter de 600 à 900 votants, dont 200 ne sont pas des professionnels de la musique. Les membres de l'académie des Victoires de la Musique ont annoncé que la parité a été respectée avec 300 hommes et 300 femmes,,,.
Désormais, le troisième tour de vote est ouvert au public, en incluant en plus de la catégorie chanson originale, les deux catégories que sont le concert et la création audiovisuelle.

## Performances en direct
Les artistes nommés se succèdent sur scène pour chanter un ou plusieurs de leurs tubes ou une chanson hommage. Ci-dessous la liste par ordre chronologique de la soirée, :
| Artiste(s)                              | Chanson(s)                                                         |
| --------------------------------------- | ------------------------------------------------------------------ |
| Angèle                                  | Balance ton quoi / Oui ou non / Je veux tes yeux / Flou – (Medley) |
| Vitaa et Slimane                        | Ça va ça vient                                                     |
| Alain Souchon                           | Presque                                                            |
| Boulevard Des Airs et Vianney           | Allez reste                                                        |
| Clara Luciani                           | Nue                                                                |
| Philippe Katerine                       | Stone avec toi                                                     |
| Catherine Ringer                        | Les Amants / Les histoires d'A. / C'est comme ça – (Medley)        |
| Clara Luciani et Philippe Katerine      | La tendresse – (Hommage à Marie Laforêt)                           |
| Lomepal                                 | Trop beau                                                          |
| Slimane, Maëlle, Vitaa et Florent Pagny | Chanter                                                            |
| Hoshi                                   | Amour Censure                                                      |
| Vianney et Maxime Le Forestier          | San Francisco – Victoire d'honneur pour Maxime Le Forestier        |
| Aloïse Sauvage                          | À l'horizontale                                                    |
| Maëlle                                  | L'effet de masse                                                   |
| Suzane                                  | SLT                                                                |
| Pomme                                   | Anxiété                                                            |
| Vincent Delerm                          | Vie Varda                                                          |
| Jeanne Added                            | Mutate                                                             |
| Malik Djoudi                            | Tempérament                                                        |
| Florent Pagny                           | Noir et blanc                                                      |

## Palmarès
Ci-après, les lauréats et nommés cette année,, :
| Catégorie              | Lauréat(e) | Lauréat(e)                        | Nommés |
| ---------------------- | ---------- | --------------------------------- | --- |
| Album                  |            | Âme fifties d'Alain Souchon       | - Âme fifties d'Alain Souchon - Confessions de Philippe Katerine - Jeannine de Lomepal - Les Étoiles vagabondes : Expansion de Nekfeu - Panorama de Vincent Delerm        |
| Album révélation       |            | Les Failles de Pomme              | - Les Failles de Pomme - Maëlle de Maëlle - Tempéraments de Malik Djoudi                                                                                                  |
| Artiste féminine       |            | Clara Luciani                     | - Angèle - Catherine Ringer - Clara Luciani |
| Artiste masculin       |            | Philippe Katerine                 | - Alain Souchon - Lomepal - Philippe Katerine |
| Chanson originale      | &          | Ça va ça vient de Vitaa & Slimane | - Allez reste de Boulevard des Airs et Vianney - Ça va ça vient de Vitaa & Slimane - Nue de Clara Luciani - Presque d'Alain Souchon - Stone avec toi de Philippe Katerine |
| Concert                |            | Brol Tour d'Angèle                | - Both Sides de Jeanne Added - Brol Tour d'Angèle - Le Grand Petit Concert de -M-                                                                                         |
| Création audiovisuelle |            | Au DD de PNL                      | - Au DD de PNL - Balance ton quoi d'Angèle - Les Vieilles Canailles Le Live des Vieilles Canailles                                                                        |
| Révélation scène       |            | Suzane                            | - Aloïse Sauvage - Hoshi - Suzane |
| Victoire d'honneur     |            | Maxime Le Forestier               | Aucun |

## Diffusion et audience
La cérémonie a été retransmise en direct sur France 2, le 14 février 2020, entre 21 h 15 et 0 h 30.
Elle a été suivie par 2 409 000 téléspectateurs, soit 15,8 % du public. C'est un score en hausse par rapport à l'année passée.

## Incidents et critiques

### Bug techniquedurant la prestation d'Hoshi
Alors qu'elle commençait à interpréter son titre Amour censure, la chanteuse Hoshi a eu droit à un bug technique. En effet après quelques paroles, le son s'est totalement coupé, qu'il s'agisse de son micro ou de la bande son. Rapidement rétabli, cela n'a pas perturbé la chanteuse, qui a continué son titre, sans recommencer,.

### Les internautes critiquent le discours inaugural du président d'honneur
La cérémonie s'est ouverte avec un discours de Florent Pagny, président d'honneur cette année. Dans ce dernier, il évoque notamment un « historique de l’industrie de la musique au cours de ces 35 dernières années, de l’invention du CD et du MP3 jusqu’au streaming », mais aussi, il « [prophétise] l’avenir des plateformes de streaming, le fonctionnement des maisons de disques ou encore les revenus des artistes ». De nombreux internautes ont critiqué d'une part la longueur du discours, et d’autre part le fait que ce dernier soit « décousu », « vieillissant » et qu'il ait « plombé le rythme ». Certains n'ont pas hésité à employer le mème : « OK Boomer» en réponse à Florent Pagny,.